# OK Liga 2019-20
La OK Liga 2019-20 fue la 51.ª edición del torneo de primer nivel del campeonato español de hockey sobre patines en categoría masculina. Está organizado por la Real Federación Española de Patinaje.
Esta división está compuesta por un solo grupo con 14 equipos enfrentándose en formato de liga a doble vuelta, obteniendo plaza los nueve primeros clasificados para disputar las competiciones europeas de la siguiente temporada y debiendo descender los dos últimos a OK Liga Plata.
Debido a la pandemia del COVID19 excepcionalmente se decidió nombrar campeón al FC Barcelona y no tener descensos.

## Equipos
| Club                    | Localidad                | Pabellón                          | Temporada anterior  |
| ----------------------- | ------------------------ | --------------------------------- | ------------------- |
| Fútbol Club Barcelona   | Barcelona                | Palau Blaugrana                   | 1° en OK Liga       |
| Hockey Club Liceo       | La Coruña                | Palacio de los Deportes de Riazor | 2° en OK Liga       |
| Reus Deportiu           | Reus                     | Palacio de Deportes Reus Deportiu | 3° en OK Liga       |
| Club Esportiu Noia      | San Sadurní de Noya      | Pabellón Olímpico del Ateneo      | 4° en OK Liga       |
| Igualada Hoquei Club    | Igualada                 | Polideportivo Les Comes           | 5° en OK Liga       |
| CE Lleida Llista Blava  | Lérida                   | Pabellón 11 de Septiembre         | 6° en OK Liga       |
| Club Hoquei Caldes      | Caldas de Montbui        | La Torre Roja                     | 7° en OK Liga       |
| Club Patí Voltregà      | San Hipólito de Voltregá | Pabellón Municipal de Deportes    | 8° en OK Liga       |
| Girona Club de Hoquei   | Gerona                   | Pabellón de Palau II              | 9° en OK Liga       |
| Club Patí Calafell      | Calafell                 | Pabellón Joan Ortoll              | 10° en OK Liga      |
| Club Patí Vic           | Vich                     | Pabellón Olímpico                 | 11° en OK Liga      |
| Club Hoquei Lloret      | Lloret de Mar            | Pabellón Municipal de Deportes    | 12° en OK Liga      |
| Club Hoquei Palafrugell | Palafrugell              | Pabellón municipal de patinaje    | 1° en OK Liga Plata |
| Club Patí Taradell      | Taradell                 | Pabellón Municipal El Pujoló      | 2° en OK Liga Plata |

## Clasificación
| | Equipo                       | Puntos | J  | G  | E | P  | GF  | GC  | DG  |
| --- | ---------------------------- | ------ | -- | -- | - | -- | --- | --- | --- |
| 1 | Fútbol Club Barcelona        | 72     | 25 | 24 | 0 | 1  | 158 | 43  | 115 |
| 2 | Deportivo Liceo              | 61     | 25 | 20 | 1 | 4  | 126 | 51  | 75  |
| 3 | CE Noia Freixenet            | 49     | 25 | 15 | 4 | 6  | 89  | 60  | 29  |
| 4 | Reus Deportiu Miró           | 47     | 25 | 14 | 5 | 6  | 84  | 72  | 12  |
| 5 | Garatge Plana Girona CH      | 41     | 25 | 11 | 8 | 6  | 54  | 64  | -10 |
| 6 | CH Caldes Recam Làser        | 40     | 25 | 11 | 7 | 7  | 87  | 77  | 10  |
| 7 | Igualada Rigat HC            | 40     | 25 | 13 | 1 | 11 | 92  | 92  | 0   |
| 8 | Club Patí Calafell Tot L'any | 36     | 25 | 10 | 6 | 9  | 68  | 61  | 7   |
| 9 | CE Lleida Llista Blava       | 25     | 25 | 7  | 4 | 14 | 61  | 88  | -27 |
| 10 | CP Voltregà Stern Motor      | 21     | 25 | 5  | 6 | 14 | 45  | 68  | -23 |
| 11 | Corredor Mató CH Palafrugell | 21     | 25 | 6  | 3 | 16 | 51  | 104 | -53 |
| 12 | CP Taradell                  | 16     | 25 | 4  | 4 | 17 | 47  | 100 | -53 |
| 13 | CH Lloret Vila Esportiva     | 15     | 25 | 4  | 3 | 18 | 46  | 89  | -43 |
| 14 | CP Vic                       | 13     | 25 | 3  | 4 | 18 | 49  | 88  | -39 |
| Fuente: Federación Española de Patinaje: Clasificación de la OK Liga de hockey sobre patines; actualización automática |                              |        |    |    |   |    |     |     |     |

## Resultados finales
Excepcionalmente debido a la crisis del COVID19 se nombró campeón al FC Barcelona sin jugar playoffs y no se realizaron descensos de categoría.